# Monstera buseyi
Espèce
Monstera buseyi est une espèce de plantes à fleurs appartenant au genre Monstera et à la famille des Araceae.

## Distribution
Elle est originaire du Costa Rica et du Panama.